# موکسا
موکسا (به آلمانی: Moxa) یک شهر در آلمان است که در Ranis-Ziegenrück واقع شده‌است. موکسا ۹۲ نفر جمعیت دارد.